# Antara (strumento musicale)

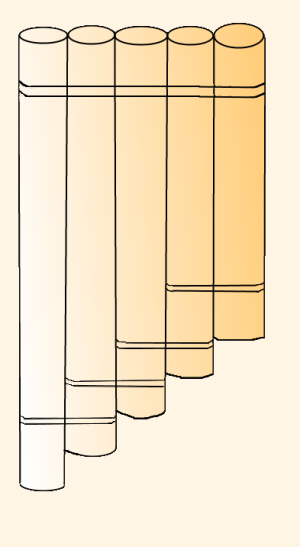
Antara.

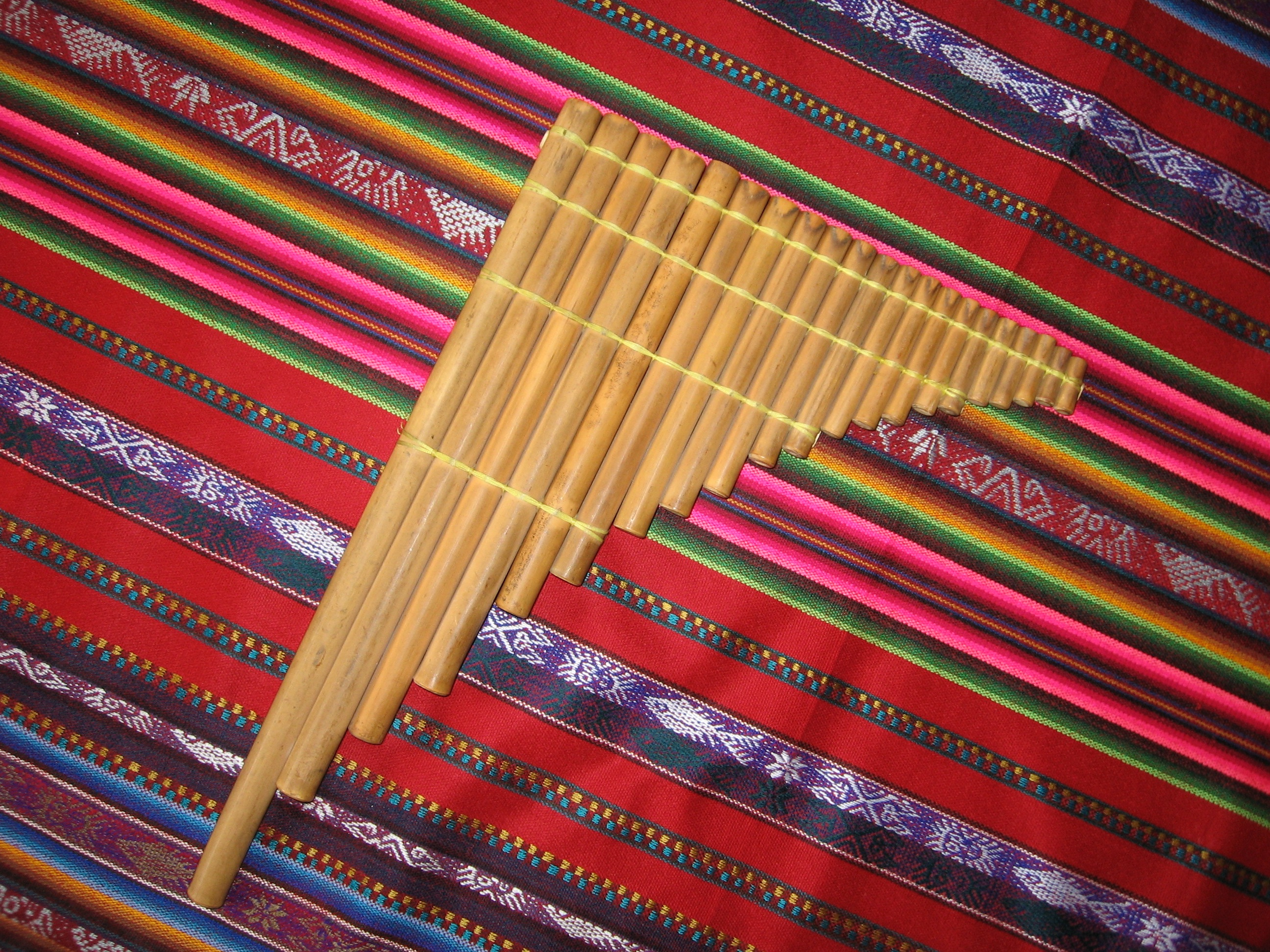
Antara

L'antara è una specie di flauto di Pan, fatto con canne, alla maniera di una piccola zampogna o di un rondador ecuadoriano, ma che differisce da loro perché consiste di una singola fila di ance, in numero inferiore, disposte in una scala, opportunamente accordate e fissate da comode fascette. È uno strumento comune nelle montagne del Perù. Va notato, tuttavia, che dalla provincia di Pallasca, ad Ancash, alle altre città del nord del Perù, il nome dato a questo strumento è "andarita".

## Etimologia
L'"andarita", in lingua quechua si chiama "antara", è lo strumento a cui fa riferimento una composizione poetica del primo Novecento trasformata in una canzone del folklore costiero (vals), la cui paternità è da attribuirsi probabilmente ad Abelardo Gamarra, "El Tunante". Questo canzone poetico-musicale è una sorta di elegia (scritta in prima persona) dedicata a un bandito nato a Chiquián (Ancash) nel 1874 e assassinato nel 1909, di nome Luis Pardo Novoa.
Molti hanno considerato (senza avere una fonte rigorosa) che l '"andarita" a cui ci si riferisce sia un fiore "della zona" e che (metaforicamente) sia usato nel poema per alludere a una donna (che sarebbe stata una delle amanti di Pardo). L'uso in lettere minuscole (che è come appare nel testo) indica, ovviamente, che non è un appellativo e, di conseguenza, è sbagliato essere sicuri che la "compagna del bandito solitario" sia una donna. Né è accettabile accettare che l'autore si riferisca, letteralmente, a un fiore poiché è assurdo parlare di un uomo macho - come lo era Pardo - presumibilmente accompagnato nelle sue scorribande da un fiore che, alla fine, non corrisponde all'area di Chiquian o qualsiasi conosciuta (controllare tutto ciò che si riferisce alla flora peruviana). Il più affidabile, fino ad ora, biografo di Luis Pardo lo conferma nel libro che ha scritto molti anni fa; ci riferiamo allo scrittore chiquiano Alberto Carrillo Ramírez ("Luis Pardo, il grande bandito").
L '"andarita" di quel poema o canzone è, in senso stretto, l'umile strumento della zona settentrionale di Ancash, o oltre; cioè, la regione in cui nacque Abelardo Gamarra, meglio conosciuto come "El Tunante".

## Culture precolombiane

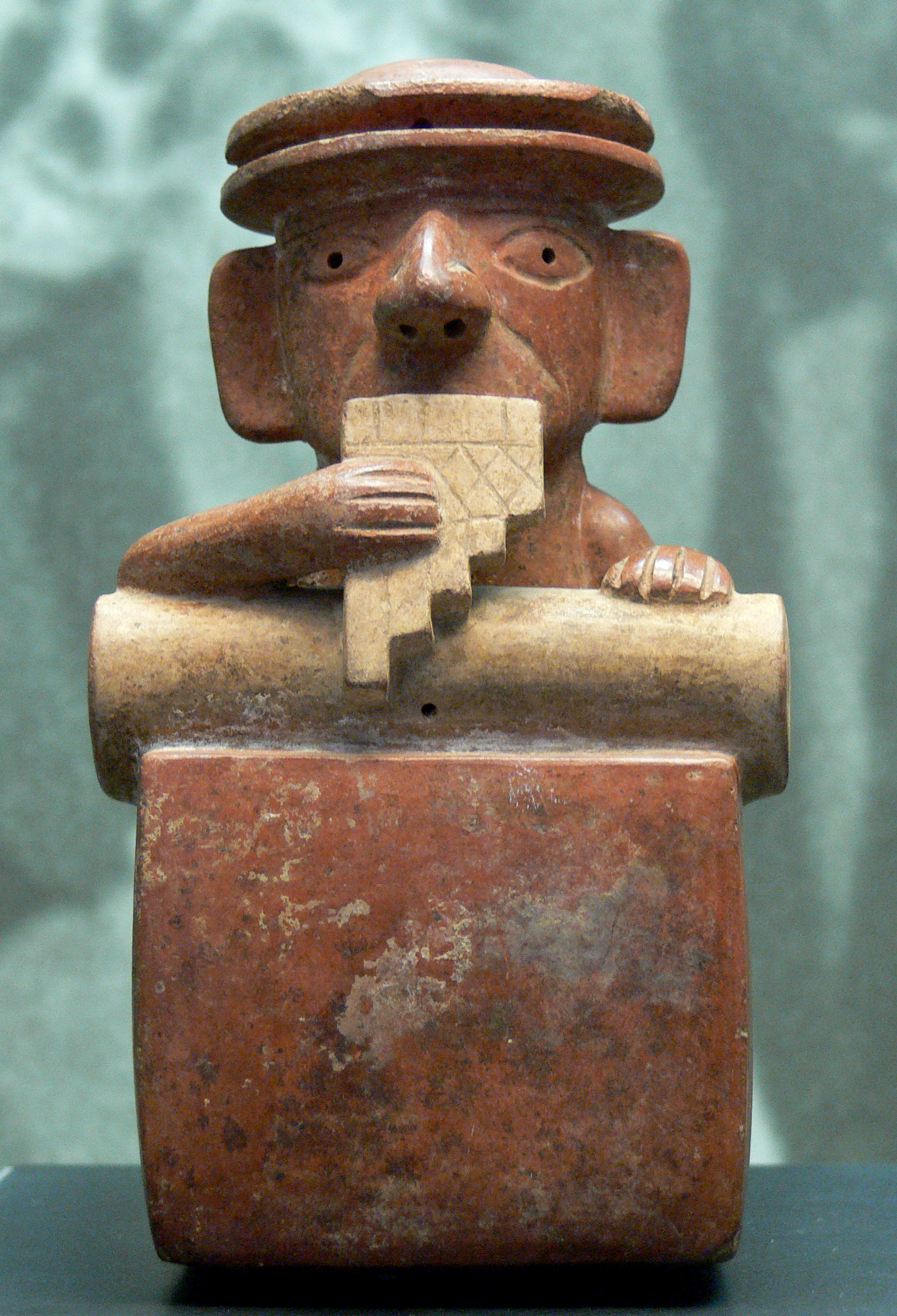
La antara nell'arte peruviana.

È un importante strumento musicale precolombiano delle culture di Paracas e Nasca, con un'età di 2.500 anni o più.
Nelle vestigia della cultura Nazca, ci sono antaras di ceramica colorata e con finiture e conoscenze di acustica e fisica. Possiamo indicare i Nazca come i musicisti più avanzati di tutta l'America del loro tempo.
Gli esemplari distribuiti in molti musei nel Perù e nel mondo, mostrano il grande traguardo raggiunto dai Nazca, non solo nella ceramica, ma anche nelle scale musicali.
Diverse ricerche sono state condotte a questo riguardo: Raoul y Marguerite D'Harcourth (1925), André Sas (1938), Robert Stevenson (1959), César Bolaños (1980), Américo Valencia Chacón (1982), Miguel Oblitas Bustamante (1984-2009), Arturo Ruíz de Pozo (1992) e Anna Gruczinska (1993).